# Kouloughlis
Les Kouloughlis (du turc : kul oğlu « fils de serviteur [de l’État turc ottoman] »,) forment un groupe social de la régence d'Alger, de la régence de Tunis et de la régence de Tripoli. Il s'agit de personnes issues d'unions entre des Ottomans, souvent des janissaires, et des femmes maghrébines locales, bien que des femmes ottomanes aient également épousé des hommes autochtones.
Parmi les plus renommés, on peut citer Hussein Ier Bey, fondateur de la dynastie tunisienne des Husseinites qui régna pendant 252 ans sur le pays. De nos jours, il subsiste au Maghreb des familles descendant de ce groupe social.

## Étymologie et dénominations
En français on retrouve le mot sous les formes colougli, coulougli, coloughli, couloughli, kouloughli.
Le mot kulughlî, au pluriel klaghla, désigne un « métis turco-algérien » de l'époque ottomane. Le terme Kouloughlis a été défini de diverses manières. De nombreux écrivains et voyageurs européens s'accordent cependant sur une définition proche : les Kouloughlis sont les fils de Turcs et de femmes arabes. Les Kouloughlis sont les enfants issus du mariage entre des soldats janissaires et des femmes originaires des différentes provinces de l'Empire ottoman, et non exclusivement de femmes algériennes. L'ascendance est ici attribuée au père, et non à la mère.
Le terme provient du turc kuloğlu « fils des serviteurs de l’État ottoman », issu de köle ou kul (en turc ottoman : كوله) « soldat », ou « serviteur, esclave » et oğlu (اوغلی) « fils de » accusatif de oğul « fils », la traduction du mot « kul » par esclave dans le contexte ottoman faisant référence au statut d'une personne au service du sultan.  Le mot « esclave » désignait le soldat janissaire, lié par sa loyauté au sultan ottoman, et non dans le sens d'esclavage au sens social habituel.
Bien que le terme « oğlu » signifie « fils », la population d'ascendance ottomane d'Afrique du Nord n'était pas uniquement composée d'hommes. En effet, des femmes anatoliennes de langue turque ont également migré vers la région et épousé des hommes indigènes. Cette élite d'origine turque exprime initialement un profond sentiment de respect pour l'Empire ottoman, sentiment renforcé pendant la guerre italo-turque.
À la fin du XIXe siècle, les Français ont classé les indigènes d'Afrique du Nord comme « arabes », « berbères » ou « juifs », simplifiant ainsi la diversité bien plus complexe de ces populations, qui avaient aussi des racines andalouses, turques, kouloughlies ou subsahariennes.
Bien que le Maroc ait été un sultanat indépendant de l'Empire ottoman, quelques familles d'origine khouloughli sont également répertoriées dans l'est du pays, surtout à Oujda qui a connu épisodiquement des phases d'occupation ottomane pendant les nombreuses guerres entre les dynasties chérifiennes et les Turcs. De plus, des interactions anciennes et importantes (migrations humaines, influences culturelles, commerce) de cette région avec la régence d'Alger, et plus particulièrement avec l'Oranie, ont également favorisé la présence kouloughlie au Maroc.

## Algérie

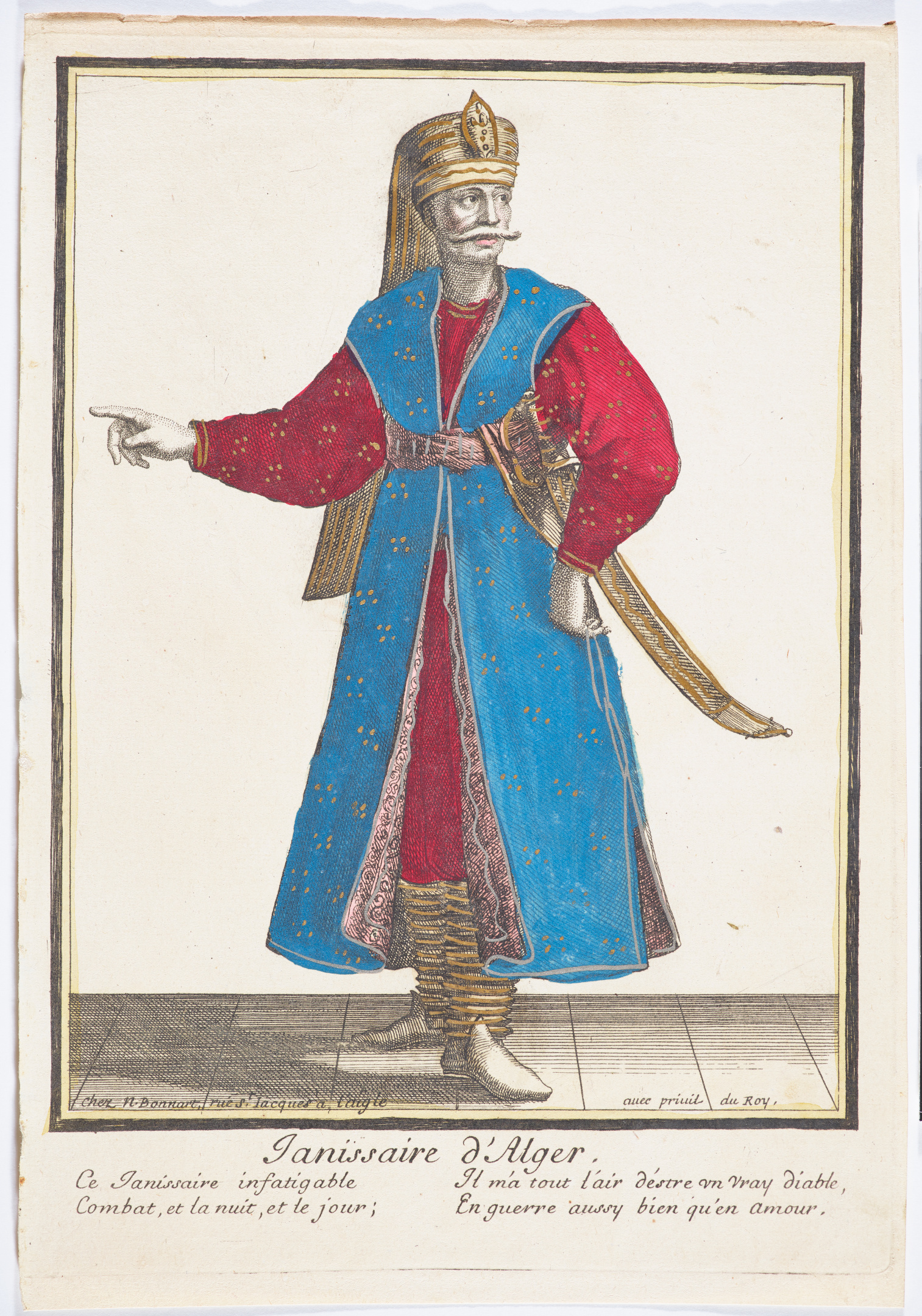
Janissaire d'Alger, av. 1718

La régence d'Alger, créée par et pour Khayr ad-Din Barberousse vers 1520, reconnaît rapidement la suzeraineté ottomane. La classe dirigeante ottomane commandait l'armée permanente : l’odjak, notamment le corps des janissaires, composé principalement par des Turcs de naissance, venant souvent d'Anatolie. Les kouloughlis, pour la plupart nés d'unions entre les janissaires et les femmes du pays, ont pour caractère fondamental d'être liés en ligne maternelle aux populations autochtones, parfois à leurs élites (c'est le cas d'Ahmed Bey, le dernier bey de Constantine) et en ligne paternelle à l'oligarchie dominante turque, perpétuellement renouvelée par immigration.
Vers la fin du XVIe siècle, émerge un conflit entre les kouloughlis et les Turcs d'origine. Les kouloughlis ont parfois contesté le monopole politique des élites ottomanes et de l’odjak sur la régence d'Alger, et des phases d'affrontement et d'apaisement entre les deux groupes se sont succédé pendant les trois siècles de la période ottomane.
La première mention officielle des kouloughlis date seulement de 1596. La présence ottomane étant antérieure, il existait déjà une minorité métisse notable. Dans la liste des 18 beylerbeys qui se succèdent de 1535 à 1586, on compte deux kouloughlis, dont Hassan Pacha, fils de Khayr ad-Din Barberousse. Cette époque est favorable aux kouloughlis, alors considérés comme Ottomans à part entière et jouissant de tous leurs avantages.
À partir des années 1580, l'emprise du Sultan de Constantinople se renforce ; désormais, il envoie à Alger un représentant renouvelé tous les trois ans, qui, avec le titre de pacha, est muni, en principe, de tous les pouvoirs. La situation des kouloughlis change alors : ils sont ressentis comme menaçant de réduire la portion de la milice dévolue aux Turcs immigrés, et surtout, du fait de leur situation de métis attachés au pays, de mettre en péril la domination même des Turcs immigrés sur le pays. La première mention des kouloughlis en tant que groupe constitué, remonte à un conflit entre Kheder Pacha et la Milice en 1596. En 1621, le nombre des kouloughlis d'Alger est estimé à 5 000, contre 10 000 Turcs.

### La crise de 1629
Le conflit longtemps latent éclate en 1629. Il semble que les kouloughlis aient pensé renverser le pouvoir de l’odjak des janissaires (le père Dan écrivit qu'ils voulaient « chasser l'étranger »), mais la réaction est rapide, et le 12 mai 1629 débute la répression contre les kouloughlis, qui débouche sur leur expulsion d'Alger, assortie de la confiscation de leurs biens.
La plupart des expulsés rejoignent la Kabylie : certains d'entre eux y forment la tribu des Zouathna, installée sur les bords de l'oued Zitoun, d'autres rejoignirent les environs de Zemmorah. La lutte ouverte se prolonge une quinzaine d'années entre la Milice et les forces coalisées des Kabyles et des kouloughlis. En 1639, une paix est signée entre les Kabyles et les Ottomans, accordant, par une clause spéciale, l'amnistie aux kouloughlis.
Une trêve s'instaure, mais l'influence politique et militaire des kouloughlis est désormais limitée : le Divan et l’odjak leur sont fermés, on ne les accepte plus que pour les activités de piraterie, et de corsaires.
En 1674, les kouloughlis de première génération recouvrent le droit d'être inscrits dans la milice, mais les métis de deuxième génération (fils de kouloughli et d'indigène) en restent exclus. En 1693, le Dey Chaban rétablit leurs droits à égalité avec ceux des Turcs : « L'an 1104 (1693), dans le commencement du mois de rabia ettani, notre souverain Hadj Chaban Dey assembla ses troupes devant son auguste personne afin de les organiser et leur donna les règlements d'après lesquels les Turcs et enfants de Turcs seront traités sur un pied égal sans que les uns puissent être favorisés aux dépens des autres ». Mais on peut penser que l'acte fut de circonstance, afin de renforcer la milice dans une période de grandes tensions avec Tunis et le sultan Ismaïl ben Chérif, car en fait, ce règlement ne fut jamais appliqué, mais il en résulta une relative libéralisation de l'accès des kouloughlis aux emplois, liée à l'affaiblissement de l’odjak sous le régime des Deys.

### Le déclin de l'influence kouloughlie

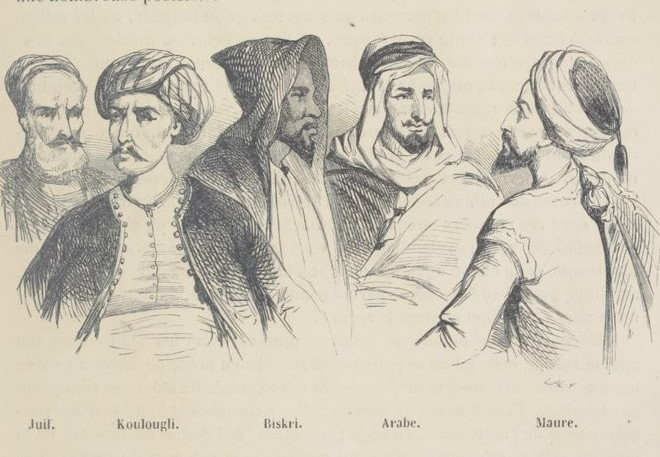
Gravure de Groupes algériens, dont un kouloughli, au début de la conquête coloniale.

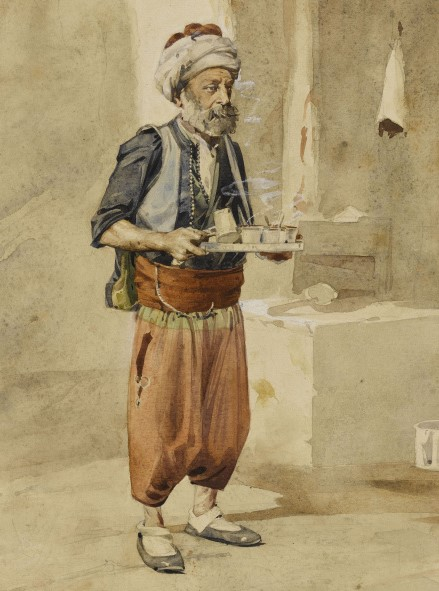
Cafetier Kouloughli vers 1870

Leur éviction des postes-clé s'accompagne d'une politique de restriction des naissances légitimes : le célibat est imposé de façon plus stricte aux membres de l’odjak et leur descendance hors-mariage n’hérite d’aucun droit ; à partir de 1720, nul ne peut être élu Dey s'il est marié. Cette politique réduit le nombre des kouloughlis dans les sphères dirigeantes, d'autant que l'éviction des métis de seconde génération empêche toute croissance démographique interne. On ne dénombre en 1830 que 15 000 Kouloughlis.
Un auteur européen note en 1725 : « Les kouloughlis ne peuvent jamais posséder certaines charges par la crainte qu'on a qu'ils envahissent la suprême autorité et que l'amour de la patrie ne les porte à secouer le joug des Turcs » (Peyssonnel). Cette politique les exclut des grandes charges du Gouvernement Central (dont la fonction de Dey en premier lieu), des commandements militaires (ils ne pouvaient dépasser le grade de Boulouk Bachi), ainsi que des postes militaires subalternes chargés de certaines responsabilités. Leur effectif sous les armes atteignit cependant à la fin du XVIIIe siècle celui des Turcs, mais, semble-t-il, dans des corps distincts de ceux-ci.
L'historien Tal Shuval a constaté que leur éviction des hauts postes ne fut pas absolue, et signale la participation parfois massive de kouloughlis à de hauts grades qui leur étaient en principe interdits, notamment dans la première moitié du XVIIIe siècle, avec une diminution très sensible dans la seconde moitié du XVIIIe siècle : il y voit « la tension entre la réalité et l'idéologie », cette idéologie qu'il décrit comme le besoin de maintenir un fort caractère turc de l’odjak.
Tandis qu'ils perdent de l'influence au centre du pouvoir, les kouloughlis en gagnent sur les beyliks. On trouve des populations kouloughlies dans les villes de Mazouna, Tlemcen, Médéa, Mascara, Mostaganem, Mazagran, Arzew,, Miliana, Kassentina/Constantine, Bouna/Bône, Biskra, Bordj Zemoura et d'autres. Ils étaient recrutés pour les postes administratifs et militaires des beyliks, et fournirent de nombreux Beys.
Leur domination à ces postes fut effective dans la première moitié du XVIIIe siècle, avec un coup d'arrêt de 1748 à 1780, pour reprendre enfin de plus belle dans les dernières années de la Régence : l'exemple le plus frappant en fut le kouloughli Ahmed Bey, bey de Constantine qui maintint jusqu'en 1837 la souveraineté théorique du Sultan de Constantinople sur le beylik de l'est, mais se montra violemment anti-turc quant au partage du pouvoir dans son beylik.
À Tlemcen, à côté de la population autochtone de souche citadine dite hadari, les kouloughlis formaient la majorité de la population, avaient leur propre divan et percevaient l'impôt de zones délimitées qui constituaient leur wilaya.
L'arrêt de la nomination de Beys kouloughlis dans la période de 1748 à 1780 paraît lié à la résurgence de l'esprit de rébellion dans ce groupe. Une révolte des kouloughlis de Tlemcen, dont les historiens discutent la date et les motifs, pourrait avoir été concertée avec les kouloughlis d'Alger, dans une période allant de 1736 à 1759, dates extrêmes. Pierre Boyer pense pour sa part qu'il y eut deux mouvements, un à Tlemcen pour des raisons locales, les Tlemcénois se contentant de prendre la ville et de se mettre sur la défensive, et une série d'intrigues politiques menées par les kouloughlis algérois au milieu du XVIIIe siècle.
Leurs dernières actions d'éclat dans le cadre de la Régence furent l'appui apporté au Dey Ali Ben Ahmed pour réprimer la mutinerie des janissaires en 1817, qui vit l'abaissement politique définitif de cette milice, et la participation contre les Français du corps des 5 000 kouloughlis sous les ordres d'Ibrahim Aga à Staweli le 19 juin 1830.
Lors de la conquête de l'Algérie par la France, les propriétaires terriens kouloughlis d'Arzew, de Mazagran et Mostaganem se réunirent dans cette dernière, rejoignant la milice turque,. Fortifiée, Mostaganem sera approvisionné d'une garnison turque d'Oran et de kouloughlis de Tlemcen. Les troupes françaises finiront par dissoudre les corps d'armée turco-kouloughlis.

## Tunisie
En Tunisie, les Kouloughlis ont accédé au pouvoir avec l'avènement de la dynastie husseinite, dirigée par un kouloughli, Hussein Ben Ali, en 1705.
Hammouda Pacha (1782-1814) tente de sélectionner le personnel administratif et militaire principalement parmi les kouloughlis et les mamelouks, dans le but de diminuer l'influence de la milice turque.
Au sein de l'armée, les Turcs avaient perdu leurs privilèges exclusifs. Les beys faisaient désormais appel aux kouloughlis, aux mamelouks, aux Zouaouas et aux contingents fournis par les tribus makhzen.
- Régence de Tunis
- Beylicat de Tunis
- Mouradites

## Libye
- Régence de Tripoli
- Cyrénaïque

## Héritage

### Religion
La majorité des musulmans ottomans suivaient l'école hanafite de l'islam, contrairement à la majorité des sujets nord-africains qui suivaient l'école malikite. Aujourd'hui, l'école hanafite est toujours suivie par les descendants des familles aux origines turques de la région.

### Langue
Les kouloughlis étaient souvent polyglottes (turc, arabe, langues berbères…) et cela leur ouvrait la carrière de drogman (ترجمان, tourdjoumân i.e. traducteur). Les mots et expressions du turc ottoman, lui même pénétré d'influences arabes levantines, perses, grecques et caucasiennes sont, à des degrés divers, encore utilisés dans la plupart des variétés d'arabe parlées au Maghreb et plus généralement en Afrique du Nord. Par exemple, en Algérie environ 634 mots turcs sont encore utilisés aujourd'hui dans l'arabe algérien. Environ 800 à 1 500 emprunts turcs sont encore utilisés en Égypte dans l'arabe égyptien et entre 200 et 500 en Libye et en Tunisie dans l'arabe libyen et tunisien respectivement.
La majorité des emprunts turcs en arabe maghrébin sont utilisés pour la vie privée (tels que la nourriture et les outils), le droit et le gouvernement, et le domaine militaire.
La période ottomane a marqué la cuisine de l'Afrique du Nord (notamment en Algérie), du Moyen-Orient et des Balkans. Par conséquent, même aujourd'hui, la gastronomie de ces pays utilise des noms également présents en turc (comme baklava, brik, dolma, lahmacun (لحم بعجين / laḥm bi-ʿajīn) ou tchorba… tchorba).
| Mot turc d'origine  | Arabe maghrébin ou égyptien | Pays utilisant le terme                                | Traduction en français |
| ------------------- | --------------------------- | ------------------------------------------------------ | ---------------------- |
| Nourriture          |                             |                                                        |                        |
| baklava             | baqlawa, baqlewa            | Algérie, Tunisie, Libye, Égypte, Moyen-Orient, Balkans |                        |
| boza                | büza, bouza                 | Algérie, Égypte, Tunisie                               |                        |
| börek               | brik (variante tunisienne)  | Algérie, Libye, Tunisie, Égypte, Moyen-Orient          |                        |
| boulghour           | burgul, borghol             | Algérie, Tunisie, Libye, Égypte, Moyen-Orient          |                        |
| çevirme (döner)     | sawurma/sawirma/shawarma    | Égypte, Libye, Tunisie, Égypte, Moyen-Orient           | kebab                  |
| dondurma            | dandurma, dundurma          | Égypte                                                 |                        |
| kavourma            | qawurma, qawirma            | Algérie, Égypte                                        | kavourma               |
| köfte               | kufta/kofta                 | Égypte, Tunisie, Libye, Égypte, Moyen-Orient, Balkans  | kefta                  |
| pastırma / pastrami | bastirma                    | Algérie, Tunisie, Libye, Égypte, Moyen-Orient, Balkans |                        |
| soudjouk            | suğuk                       | Égypte                                                 | soudjouk               |
| tourchiya           | torchi                      | Algérie, Égypte, Tunisie                               |                        |
| Outils              |                             |                                                        |                        |
| balta               | balta                       | Algérie, Tunisie, Libye, Égypte, Moyen-Orient, Balkans | hache                  |
| cezve               | cezve                       | Tunisie                                                | marmite, pot           |
| çengel              | sankal/shengal              | Égypte, Tunisie                                        | crochet, hameçon       |
| kazan               | qazan                       | Algérie, Tunisie, Libye, Égypte, Moyen-Orient, Balkans | chaudron               |
| kılavuz             | qalawuz                     | Égypte, Moyen-Orient, Balkans                          | guide, chef            |
| tava                | tawwaya                     | Égypte, Tunisie                                        | casserole              |
| tel                 | tayyala                     | Algérie, Égypte, Tunisie                               | corde, ficelle, filet  |
| tokmak              | duqmaq                      | Égypte                                                 | maillet                |
| yay                 | yay                         | Égypte                                                 | arc                    |
| Divers              |                             |                                                        |                        |
| cüzdan              | dizdān                      | Libye, Égypte, Moyen-Orient, Balkans                   | valise                 |
| çanta               | šǝnṭa                       | Libye, Égypte, Moyen-Orient, Balkans                   | sac                    |
| çekiç               | šākūš                       | Libye, Algérie                                         | marteau                |
| çeşme               | shīshma                     | Tunisie, Libye, Égypte, Moyen-Orient, Balkans          | robinet                |
| kâǧıt               | kāġǝṭ                       | Libye, Algérie                                         | papier                 |
| kaşık               | kāšīk                       | Libye                                                  | cuillère               |
| kundura             | kindara                     | Libye, Égypte, Moyen-Orient, Balkans                   | chaussure              |
| şişe                | šīša                        | Libye                                                  | bouteille              |
| Militaire           |                             |                                                        |                        |
| çauş                | shāuš                       | Algérie, Tunisie, Libye, Égypte, Moyen-Orient, Balkans | gendarme               |
| miralay             | mīralāy                     | Libye                                                  | colonel                |
| mavuna              | mā'unǎh                     | Algérie, Tunisie, Libye, Égypte, Moyen-Orient, Balkans | chaland                |
| vapur               | bābūr                       | Algérie, Tunisie, Libye, Égypte, Moyen-Orient, Balkans | navire à vapeur        |

### Arts et littérature
La capitale de l'Empire ottoman, Constantinople, était l'endroit central où des spécialistes de l'art, de la littérature et des scientifiques de toutes les Provinces de l'provinces de l'Empire se réunissaient pour travailler et échanger leurs savoirs. Par conséquent, beaucoup de gens ont été influencés et s'inspiraient des chefs-d'œuvre avec lesquels ils étaient entrés en contact : la langue arabe a adopté plusieurs termes d'origine ottomane.

### Musique
L'interaction culturelle entre les Arabes, les Berbères et les Ottomans (turcs ou autres) a beaucoup influencé la musique des provinces arabes. De nouveaux maqamat en musique arabe ont émergé (makam, un système turc de types mélodiques), tels que al-Hijazkar, Shahnaz et Naw'athar, ainsi que des terminologies de musique. Des instruments comme l'oud sont présents encore aujourd'hui à travers ce que fut l'Empire, et l'influence ottomane est perceptible dans les mélodies habituellement attribuées (trop) exclusivement à l'influence arabo-andalouse, comme le havuz (الحوزي / al ḥawzī) ou le zandır.

### Théâtre
Les Turcs ont introduit en Afrique du Nord le spectacle de marionnettes karagöz, qui concerne les aventures de deux personnages : Karagöz (signifiant « œil au beurre noir » en turc) et Hacivat (signifiant « İvat le pèlerin »). Ces spectacles en soirée sont particulièrement populaires durant le Ramadan, en attendant que la nuit soit totale et qu'on puisse dîner.

### Architecture
Traditionnellement, les mosquées kouloughlies sont dans le style architectural ottoman et sont particulièrement identifiables par leurs minarets cylindriques ou plus souvent octogonaux, tandis que les minarets du Maghreb sont en général des Parallélépipèdes comme dans l'Espagne musulmane.

#### Noms de famille courants

##### Selon la provenance
La liste suivante est un exemple de noms de famille d'origine turque qui expriment une origine ethnique et de provenance de la Thrace orientale et de l'Anatolie. - régions qui forment aujourd'hui les frontières modernes de la République de Turquie :
| Nom de famille utilisé en Algérie           | Turc          | Traduction en français                                       |
| ------------------------------------------- | ------------- | ------------------------------------------------------------ |
| Baghlali                                    | Bağlılı       | de Bağlı (à Çanakkale)                                       |
| Bayasli                                     | Payaslı       | de Payas                                                     |
| Benkasdali Benkazdali                       | Ben Kazdağılı | Je suis de Kazdağı,                                          |
| Benmarchali                                 | Ben Maraşlı   | Je suis de Maraş                                             |
| Benterki                                    | Ben Türk      | je suis Turc                                                 |
| Bentiurki Benturki                          | Ben Türk      | Je suis Turc                                                 |
| Ben Turkia Ben Turkiya                      | Ben Türkiye   | Je suis de Turquie                                           |
| Bersali Borsali Borsari Borsla              | Bursalı       | de Bursa,                                                    |
| Boubiasli                                   | Payaslı       | de Payas                                                     |
| Chatli                                      | Çatlı         | de Çat (à Erzurum)                                           |
| Chilali                                     | Şileli        | de Şileli (à Aydın)                                          |
| Cholli                                      | Çullu         | de Çullu (à Aydın)                                           |
| Coulourli                                   | Kuloğlu       | Kouloughli (mixte Turc et d'origine algérienne)              |
| Dengezli Denizli Denzeli                    | Denizli       | de Denizli                                                   |
| Dernali                                     | Edirneli      | d'Edirne                                                     |
| Djabali                                     | Cebali        | de Cebali (une banlieue d'Istanbul)                          |
| Djeghdali                                   | Çağataylı     | Chagatai (langue turque)                                     |
| Djitli                                      | Çitli         | de Çit (à Adana ou Bursa)                                    |
| Douali                                      | Develi        | de Develi (à Kayseri)                                        |
| Guellati                                    | Galatalı      | de Galata (à Istanbul)                                       |
| Kamen                                       | Kaman         | Kaman (à Nevşehir)                                           |
| Karabaghli                                  | Karabağlı     | de Karabağ (in Konya)                                        |
| Karadaniz                                   | Karadeniz     | de la mer Noire region                                       |
| Karaman                                     | Karaman       | de Karaman                                                   |
| Kasdali Kasdarli                            | Kazdağılı     | de Kazdağı                                                   |
| Kaya Kayali                                 | Kayalı        | de Kaya (s'applique aux villages de Muğla et Artvin)         |
| Kebzili                                     | Gebzeli       | de Gebze (dans Kocaeli)                                      |
| Keicerli                                    | Kayserili     | de Kayseri                                                   |
| Kermeli                                     | Kermeli       | du Gulf of Kerme (Gökova)                                    |
| Kezdali                                     | Kazdağılı     | de Kazdağı                                                   |
| Kissarli Kisserli                           | Kayserili     | de Kayseri                                                   |
| Korghlu Korglu Koroghli Korogli             | Kuloğlu       | Kouloughli (mixte Turc et d'origine algérienne)              |
| Koudjali Kouddjali                          | Kocaeli       | de Kocaeli,                                                  |
| Koulali                                     | Kulalı        | de Kulalı (à Manisa)                                         |
| Kouloughli Koulougli Kouroughli Kouroughlou | Kuloğlu       | Un Kouloughli (mixte Turc et d'origine algérienne)           |
| Kozlou                                      | Kozlu         | de Kozlu (à Zonguldak)                                       |
| Manamani Manemeni Manemenni                 | Menemenli     | de Menemen (à Izmir)                                         |
| Mansali                                     | Manisalı      | de Manisa                                                    |
| Meglali                                     | Muğlalı       | de Muğla                                                     |
| Merchali Mersali                            | Maraşlı       | de Maraş                                                     |
| Osmane Othmani[réf. nécessaire]             |               |                                                              |
| Ould Zemirli Ould Zmirli                    | İzmirli       | de Izmir                                                     |
| Rizeli                                      | Rizeli        | de Rize                                                      |
| Romeili Roumili                             | Rumeli        | de Rumelia                                                   |
| Sanderli                                    | Çandarli      | de Çandarlı                                                  |
| Sandjak Sangaq                              | Sancak        | de [a] sanjak (une unité administrative de l'Empire Ottoman) |
| Satli                                       | Çatlı         | de Çat (à Erzurum)                                           |
| Sekelli                                     | İskeleli      | de Iskele (à Muğla, Seyhan, ou l'ile de Chypre)              |
| Sekli                                       | Sekeli        | de Seke (à Aydın)                                            |
| Skoudarli                                   | Üsküdarlı     | de Üsküdar (à Istanbul)                                      |
| Stamboul Stambouli                          | İstanbulu     | de Istanbul                                                  |
| Tchambaz                                    | Cambaz        | Cambaz (tr) (dans Çanakkale)                                 |
| Takarli                                     | Taraklı       | de Taraklı (dans Adapazarı)                                  |
| Tchanderli Tchenderli                       | Çandarlı      | de Çandarlı,                                                 |
| Tekali                                      | Tekeeli       | de Teke Peninsula                                            |
| Terki Terqui                                | Türki         | langue Turque                                                |
| Terkman Terkmani                            | Türkmenli     | Turkmène (d'Anatolie/Mesopotamie)                            |
| Torki                                       | Türk          | Turc                                                         |
| Tourki Tourquie Turki                       | Türk          | Turc                                                         |
| Yarmali                                     | Yarmalı       | de Yarma (dans Konya)                                        |
| Zemerli Zemirli Zmerli Zmirli               | İzmirli       | de Izmir,                                                    |
| Zemir Zmir                                  | İzmir         | Izmir                                                        |

La liste suivante est constituée d'exemples de noms de famille d'origine turque qui expriment une provenance d'installation de familles turques dans les régions d'Algérie :
| Nom de famille utilisé en Algérie | Turc        | Traduction en français |
| --------------------------------- | ----------- | ---------------------- |
| Tlemsanili Tilimsani              | Tilimsanılı | de Tlemcen             |

Les listes suivantes sont des exemples de noms de famille d'origine turque traditionnellement utilisés par les familles turques de Constantine :
Acheuk-Youcef, Ali Khodja, Bachtarzi, Benabdallah Khodja, Benelmadjat, Bestandji, Bendali Braham, Bentchakar, Bensakelbordj, Bentchikou, Khaznadar, Salah Bey, Tchanderli Braham.

##### Par profession
La liste suivante présente des exemples de noms de famille d'origine turque qui expriment l'occupation traditionnelle des familles turques installées en Algérie :
| Nom de famille utilisé en Algérie | Turc         | Traduction en français                                             |
| --------------------------------- | ------------ | ------------------------------------------------------------------ |
| Agha                              | ağa          | agha                                                               |
| Ahtchi                            | ahçı, aşçı   | cuisinier, gardien de restaurant                                   |
| Anberdji                          | ambarcı      | magasinier                                                         |
| Aoulak                            | ulak         | messager, coursier                                                 |
| Arbadji                           | arabacı      | conducteur                                                         |
| Atchi                             | atçı         | éleveur de chevaux                                                 |
| Bacha                             | paşa         | un pasha                                                           |
| Bachagha                          | başağa       | chef agha                                                          |
| Bachchaouch                       | başçavuş     | sergent-major                                                      |
| Bachesais                         | başseyis     | chef d'écurie                                                      |
| Bachtaftar                        | başdefterdar | trésorier                                                          |
| Bachtarzi                         | baş terzi    | chef tailleur                                                      |
| Bachtoubdji                       | baştopçu     | chef canonnier, artilleur                                          |
| Baldji                            | balcı        | fabricant ou vendeur de miel                                       |
| Bazarbacha Bazarbarchi            | pazarbaşı    | chef du bazar                                                      |
| Benabadji                         | ben abacı    | [Je suis] un fabricant ou un vendeur de vêtements                  |
| Benchauch                         | ben çavuş    | [Je suis un] sergent                                               |
| Benchoubane                       | ben çoban    | [Je suis un] berger                                                |
| Bendamardji                       | ben demirci  | [Je suis] un métallurgiste,                                        |
| Bendali                           | ben deli     | [Je suis un] deli (Ottoman troops)                                 |
| Benlagha                          | ben ağa      | [Je suis un] agha                                                  |
| Benstaali                         | ben usta     | [Je suis] un maître, un ouvrier, un artisan                        |
| Bentobdji                         | ben topçu    | [Je suis un] canonnier                                             |
| Bestandji Bostandji               | bostancı     | bostandji                                                          |
| Bouchakdji                        | bıçakçı      | coupeur                                                            |
| Boudjakdji                        | ocakçı       | ramoneur                                                           |
| Boyagi                            | boyacı       | peintre                                                            |
| Chalabi Challabi                  | çelebi       | personne instruite                                                 |
| Chaouche                          | çavuş        | sergent                                                            |
| Chembaz Chembazi                  | cambaz       | acrobate                                                           |
| Damardji Damerdji                 | demirci      | métallurgiste,                                                     |
| Debladji                          | tavlacı      | garçon d'écurie ou joueur de backgammon                            |
| Dey                               | dayı         | officier ou oncle maternel                                         |
| Djadouadji                        | kahveci      | fabricant de café ou vendeur                                       |
| Djaidji                           | çaycı        | vendeur de thé                                                     |
| Doumandji                         | dümenci      | timonier                                                           |
| Doumardji                         | tımarcı      | homme d'écurie                                                     |
| Dumangi                           | dümenci      | timonier                                                           |
| Dumargi                           | tımarcı      | homme d'écurie                                                     |
| Fenardji                          | fenerci      | gardien de phare                                                   |
| Fernakdji                         | fırıncı      | boulanger                                                          |
| Hazerchi                          | hazırcı      | vendeur de prêt-à-porter                                           |
| Kahouadji                         | kahveci      | propriétaire de café ou cafetier/producteur de café                |
| Kalaidji                          | kalaycı      | étameur                                                            |
| Kaouadji                          | kahveci      | propriétaire de café ou cafetier/producteur de café                |
| Kasbadji                          | kasapcı      | boucher                                                            |
| Kassab                            | Kasap        | boucher                                                            |
| Kaznadji                          | hazinedar    | chargé du Trésor                                                   |
| Kebabdji                          | kebapçı      | vendeur de kebab                                                   |
| Kehouadji                         | kahveci      | propriétaire de café ou cafetier/producteur de café                |
| Ketrandji                         | katrancı     | vendeur de goudron                                                 |
| Khandji                           | hancı        | aubergiste                                                         |
| Khaznadar                         | hazinedar    | Chargé du Trésor                                                   |
| Khaznadji                         | hazinedar    | Chargé du Trésor                                                   |
| Khedmadji                         | hizmetçi     | servant, aide                                                      |
| Khodja Khoudja                    | hoca         | enseignant                                                         |
| Louldji                           | lüleci       | fabricant ou vendeur de tuyaux                                     |
| Koumdadji                         | komando      | commando                                                           |
| Moumdji Moumedji                  | mumcu        | fabricant de bougies                                               |
| Ouldchakmadji                     | çakmakçı     | fabricant ou vendeur de silex/ maker or repairer of flintlock guns |
| Nefradji                          | nüfreci      | prépare des amulettes                                              |
| Pacha                             | paşa         | un pasha                                                           |
| Rabadji                           | arabacı      | conducteur                                                         |
| Rais                              | reis         | chef, dirigeant                                                    |
| Saboudji Saboundji                | sabuncu      | fabricant ou vendeur de savon                                      |
| Selmadji                          | silmeci      | nettoyeur                                                          |
| Serkadji                          | sirkeci      | fabricant ou vendeur de vinaigre                                   |
| Slahdji                           | silahçı      | armurier                                                           |
| Staali                            | usta         | maître, ouvrier, artisan                                           |
| Tchambaz                          | cambaz       | acrobate                                                           |

##### Autres noms de famille
| Nom de famille utilisé en Algérie | Turc       | Traduction en français        |
| --------------------------------- | ---------- | ----------------------------- |
| Arslan                            | aslan      | un lion                       |
| Arzouli                           | arzulu     | désireux, ambitieux           |
| Baba Babali                       | baba       | un père                       |
| Badji                             | bacı       | sœur aînée                    |
| Bektach                           | bektaş     | membre de l'Ordre Bektashi    |
| Belbey                            | bey        | monsieur, messieurs           |
| Belbiaz                           | beyaz      | blanc                         |
| Benchicha                         | ben şişe   | [Je suis] une bouteille       |
| Benhadji                          | ben hacı   | [Je suis] un Hadji            |
| Benkara                           | ben Qāra   | De l'Anatolie occidentale     |
| Bensari                           | ben sarı   | [Je suis] blond               |
| Bentobal Bentobbal                | ben topal  | [Je suis] infirme             |
| Bermak                            | parmak     | doigt                         |
| Beiram Biram                      | bayram     | vacances, festival            |
| Beyaz                             | beyaz      | blanc                         |
| Bougara Boulkara                  | bu kara    | [c'est] sombre,               |
| Boukendjakdji                     | kancık     | méchant                       |
| Caliqus                           | çalıkuşu   | crête d'or                    |
| Chalabi Challabi                  | çelebi     | personne instruite            |
| Chelbi                            | çelebi     | personne instruite            |
| Cherouk                           | çürük      | pourri                        |
| Dali Dalibey Dalisaus             | deli       | courageux, fou                |
| Damir                             | demir      | métal                         |
| Daouadji                          | davacı     | plaideur                      |
| Deramchi                          | diremci    | monnaie                       |
| Djabali                           | çelebi     | personne instruite            |
| Doumaz                            | duymaz     | sourd                         |
| Eski                              | eski       | vieux                         |
| Gaba                              | kaba       | brut, lourd                   |
| Goutchouk                         | küçük      | petit,                        |
| Gueddjali                         | gacal      | domestique                    |
| Guendez                           | gündüz     | jour                          |
| Guermezli                         | görmezli   | aveugle,                      |
| Guertali                          | kartal     | aigle                         |
| Hadji                             | hacı       | Hadji                         |
| Hidouk                            | haydut     | bandit                        |
| Ioldach                           | yoldaş     | compagnon                     |
| Kara                              | kara       | sombre, noir                  |
| Karabadji                         | kara bacı  | soeur sombre, noire           |
| Kardache                          | kardeş     | frère                         |
| Karkach                           | karakaş    | sourcils foncés               |
| Kermaz                            | görmez     | aveugle,                      |
| Kerroudji                         | kurucu     | fondateur, bâtisseur, vétéran |
| Kertali                           | kartal     | aigle                         |
| Koutchouk                         | küçük      | petit,                        |
| Lalali Lalili                     | laleli     | tulipe                        |
| Maldji                            | malcı      | éleveur de bétail             |
| Mestandji                         | mestan     | ivre                          |
| Oldach                            | yoldaş     | compagnon                     |
| Oualan                            | oğlan      | garçon                        |
| Ouksel                            | yüksel     | réussir, atteindre            |
| Ourak                             | orak       | faucille                      |
| Salakdji                          | salakça    | idiot                         |
| Salaouatchi Salouatchi            | salavatçaı | prière                        |
| Sari                              | sarı       | jaune ou blond                |
| Sarmachek                         | sarmaşık   | vin                           |
| Sersar Sersoub                    | serseri    | paresseux, vagabond           |
| Tache                             | taş        | pierre, caillou               |
| Tarakli                           | taraklı    | ayant un peigne, une crête    |
| Tchalabi                          | çelebi     | personne instruite            |
| Tchalikouche                      | çalıkuşu   | crête d'or                    |
| Tenbel                            | tembel     | paresseux                     |
| Tobal Toubal                      | topal      | handicapé                     |
| Yataghan Yataghen                 | yatağan    | yatagan                       |
| Yazli                             | yazılı     | écrit                         |
| Yekkachedji                       | yakışmak   | convenir                      |
| Yesli                             | yaslı      | deuil                         |
| Yoldas                            | yoldaş     | compagnon                     |

## Personnalités notables
- Hassan Pacha, fils de Barberousse, et dey d'Alger[79]
- Ahmed Ben Triki, poète[80]
- Hussein Khouja, politicien et historien
- Abdelkrim Dali, chanteur et musicien
- Hussein Ier Bey, bey de Tunis et fondateur de la dynastie Husseinites[81].
- Mohamed Seghir Ben Youssef, chroniqueur et historien[82]
- Hamdan Khodja, notable et savant[83]
- Hadj Ahmed Bey, bey de Constantine[84]
- Fayez el-Sarraj, président du Conseil présidentiel du gouvernement d'union nationale (2015-2021).